# Asesinato de Rhuan da Silva
El Caso de Rhuan da Silva se refiere a un crimen de la muerte de un niño brasileño de 9 años apuñalado y decapitado por su madre Rosana Auri da Silva, y su pareja Kacyla Pryscyla Santiago en Samambaia, Distrito Federal en la madrugada del
31 de mayo de 2019.
El caso generó una gran repercusión en todo Brasil dada la gravedad del crimen y la crueldad del asesinato, previamente incluyendo la amputación del pene de Rhuan. Fue apuñalado 11 veces mientras dormía para luego comenzar a decapitarlo aun con vida. la madre le quitó la piel de la cara, con la intención de freírlo, y para finalmente otras partes del cuerpo del menor intentaron ser cocinadas en una parrilla.
Las mujeres involucradas en el asesinato del niño fueron recluidas en celdas aisladas en el Complejo Penitenciario de Papuda. El diputado Guilherme Melo emitió indagatoria solicitando condena por homicidio calificado, tortura, ocultamiento de cadáver, fraude procesal y lesiones muy graves a los responsables del homicidio. Fueron denunciados por los cinco delitos, que pueden ser condenados hasta a 57 años de prisión. Ambas esperan el juicio.
El velorio de niño Rhuan da Silva fue realizado el 12 de junio de 2019, en el Cementerio de Morada da Paz, en Rio Branco. El cuerpo de Rhuan fue transportado en un avión comercial financiado por el Gobierno Federal de Brasil y la oficina de la Defensoría Pública del Estado de Acre.